# Projekt 3Land
Das Projekt 3Land ist ein grenzüberschreitendes Stadtentwicklungsprojekt zwischen den Städten Basel (Schweiz), Weil am Rhein (Deutschland) und Huningue (Frankreich). Sein Titel leitet sich von seiner Lage an der Grenze zwischen den drei Ländern ab. Das 3Land-Perimeter umfasst 597 Hektar zwischen der Palmrainbrücke im Norden und der Dreirosenbrücke im Süden. Es umfasst Stadtteile der Städte Basel, Weil am Rhein, Huningue und Saint-Louis.
Ziel des Projektes ist es, einen grenzüberschreitenden Stadtteil zu schaffen, indem das Gebiet auf abgestimmte Weise entwickelt wird. Es handelt sich um das erste Projekt dieser Art in Europa.  Das 3Land-Gebiet habe aufgrund des Strukturwandels in der Region ein großes Entwicklungspotenzial und soll gemäss Selbstdarstellung von 3Land in Zukunft Wohnraum und Arbeitsplätze für 20.000 Personen bieten.

## Projektverlauf

### Anfänge
Das Projekt 3Land entwickelt sich unter dem Einfluss der IBA Basel 2020, der Internationalen Bauausstellung, die zur gleichen Zeit in allen drei Ländern stattfindet und die Entwicklung grenzüberschreitender Planungsprojekte fördert. Im Jahr 2019 erhält das 3Land-Projekt das Label der IBA Basel. 
Im Jahr 2011 entwickelt das niederländische Architektur- und Planungsbüro MVRDV die Entwicklungsvision 3Land. Diese erläutert die gemeinsamen Herausforderungen der drei Städte Basel, Weil am Rhein und Huningue, insbesondere den Bedarf an Freiraumplanung, die Umgestaltung der Hafengebiete und die Verkehrsentwicklung.

### Verstetigung der Zusammenarbeit
Die erste Planungsvereinbarung wird 2012 geschlossen. Sie legt die Grundlagen für die Zusammenarbeit und die gemeinsamen Planungsziele fest. Dazu gehören die Gestaltung der Flussufer nach dem Konzept „Vis-à-vis“ (städtebauliches Gegenüber), die Schaffung von Frei- und Grünflächen sowie ein Verkehrsnetz, das den gesamten grenzüberschreitenden Raum verbindet.
Das 3Land-Raumkonzept für das Projektgebiet wird vom Architekturbüro LIN Architects im Jahr 2015 erstellt. Es stellt die folgenden drei Themen in den Mittelpunkt: Natur und Landschaft, Mobilität und Nutzungen sowie Städtebau.
Eine zweite Planungsvereinbarung wird 2016 unterzeichnet. Die Projektpartner arbeiten auf der Grundlage gemeinsamer Planungsvereinbarungen mit einer Laufzeit von drei bis vier Jahren, die neue Ziele, Budgets und Voraussetzungen der grenzüberschreitenden Zusammenarbeit festlegen.

## Organisation und Arbeitsweise

### Partnerschaften und Finanzierung
Das 3Land-Projekt wird vom Trinationalen Eurodistrict Basel, dem Kanton Basel-Stadt, den Städten Weil am Rhein und Huningue sowie Saint-Louis Agglomération und der Collectivité européenne d’Alsace (CeA) und dem Landkreis Lörrach getragen. Die Stadt Saint-Louis ist assoziierter Partner. Das Projekt wird von der Europäischen Union und der Schweizerischen Eidgenossenschaft unterstützt.

### Projektorganisation

#### „Koordinationszelle 3Land“ beim Trinationalen Eurodistrict Basel
Die « Koordinationszelle 3Land » wird 2020 beim Trinationalen Eurodistrict Basel eingerichtet um das Gesamtprojekt zu koordinieren. Dank der Ko-Finanzierung des Europäischen Fonds für Regionale Entwicklung (EFRE) im Rahmen des Programms Interreg V für den Oberrhein der Europäischen Union und der Neuen Regionalpolitik (NRP) der Schweizerischen Eidgenossenschaft, wird eine Person eingestellt, die sich zu 100 % der Projektkoordination und der Förderung der Zusammenarbeit widmet. Die Gesamtkosten für diese Stelle und weitere Maßnahmen zur Verbesserung der Koordination belaufen sich auf 271 524.90 € für drei Jahre.
Ab 2023 wird die « Koordinationszelle 3Land » ausschließlich von den 3Land-Partnern finanziert. Der TEB hat über die „Koordinationszelle 3Land“ eine unterstützende Rolle bei der Leitung der Projekttreffen, übernimmt das Sekretariat, kümmert sich um Koordination und Kommunikation sowie Organisation und finanzielles Monitoring.

#### Politisch-strategischer Steuerungsausschuss (PS)
Er steuert das Projekt auf politisch-strategischer Ebene und entscheidet über die allgemeine Ausrichtung und die Finanzierung des Projekts. Er stellt die Verankerung des Projekts im trinationalen politischen Umfeld sicher. Er trifft sich etwa zweimal pro Jahr.

#### Strategisch-technischer Lenkungsausschuss (Gesamtprojektsteuerung, GPS)
Er steuert das Projekt auf strategischer und technischer Ebene. Er ist für die Vorbereitung der Sitzungen des PS und der Beschlussvorschläge zuständig. Er berichtet über den Projektfortschritt.

#### Gesamtprojektleitung (GPL) und Arbeitsgruppen
Die Gesamtprojektleitung sorgt für die technische Projektbegleitung. Drei Arbeitsgruppen behandeln verschiedene Themenbereiche: Arbeitsgruppe 1 befasst sich mit Brücken, Mobilität und wirtschaftlicher Machbarkeit. Arbeitsgruppe 2 kümmert sich um Fragen der Raumplanung und des Städtebaus. Arbeitsgruppe 3 konzentriert sich auf Kommunikation und Lobbyarbeit.

## Teilprojekte
Im Rahmen des 3Land-Projekts werden mehrere Teilprojekte umgesetzt. Neben Gestaltungsprojekten handelt es sich um Studien, welche die Entwicklung des trinationalen Quartiers auf der Grundlage des Raumkonzepts vertiefen sollen.  

### Trinationale Verkehrsstudie
Die trinationale Verkehrsstudie (2018) legt eine gemeinsame Strategie zur Verkehrsentwicklung vor. Sie befürwortet den Langsamverkehr, die Einschränkung des motorisierten Individualverkehrs und den Bau von Brücken.

### Trinationaler Kriterienkatalog
Im Rahmen des Projekts wurde von den drei Ländern in Zusammenarbeit mit der IBA Basel ein trinationaler Kriterienkatalog (2019) erarbeitet, der es ermöglicht, ein gemeinsames Nachhaltigkeitszertifikat für Bauprojekte in den drei Ländern auszustellen. Es wurden Ziele mit konkreten Kriterien und Indikatoren zur Integration von Nachhaltigkeitsansprüchen in die Stadtplanung definiert. Es handelt sich dabei um breit angelegte Kriterien, die eine Anpassung an die rechtlichen Rahmenbedingungen in den drei Ländern ermöglichen.

### Freiraum- und Naturschutzkonzept
Das Freiraum- und Naturschutzkonzept (2020) dient dazu, eine gemeinsame Vision und den Handlungsrahmen bezüglich öffentlicher Räume und Grünflächen innerhalb des Projektgebiets zu definieren.  

### Vis-à-vis Weil am Rhein – Huningue
Das Projekt Vis-à-vis (2018–2021) ist ein Projekt zur abgestimmten Planung und Realisierung eines grenzüberschreitenden Parks auf beiden Seiten der Dreiländerbrücke. Auf deutscher Seite wird der Rheinpark der Stadt Weil am Rhein neugestaltet und erweitert. Auf französischer Seite entwickelt die Stadt Huningue einen Bereich für Fussgänger und Radfahrer bis zum zentralen Platz der Stadt. Mit diesem Projekt soll eine Öffnung zum Rhein und ein Treffpunkt für die Bevölkerung geschaffen werden. Ziel dieses Projekts ist es, eine öffentliche Nutzung des Rheins zu ermöglichen, die Ufer zugänglich zu machen und einen Begegnungsort für die Bevölkerung zu schaffen. Es handelt sich um die erste konkrete Umsetzung des 3Land-Projekts. Das Projekt wird vom Trinationalen Eurodistrict Basel getragen und vom Europäischen Fonds für regionale Entwicklung (EFRE) im Rahmen des Programms Interreg V Oberrhein der Europäischen Union kofinanziert. Die Gesamtkosten werden für den Zeitraum 2018–2021 auf 4.000.000 Euro geschätzt.

### Kosten-Nutzen-Analyse der Rheinbrücke und Tramlinie
Die sozioökonomische Studie vergleicht die Kosten und Nutzen einer künftigen Rheinbrücke und Tramlinie zwischen dem Baseler Stadtteil Kleinhüningen und Huningue.  

### Bau einer Rheinbrücke zwischen Basel-Kleinhüningen und Huningue
Das Bauprojekt einer Rheinbrücke zwischen dem Baseler Stadtteil Kleinhüningen und der Stadt Huningue ist das derzeit aktuelle Teilprojekt. Es knüpft an die Kosten-Nutzen-Analyse der Rheinbrücke und Tramlinie an. Die Durchführung dieser Studie ist ein erster Schritt auf dem Weg zur Verwirklichung des Vorhabens.